# Refuge du Couvercle
Le refuge du Couvercle est un refuge situé sur la commune de Chamonix-Mont-Blanc, dans le département français de la Haute-Savoie en région Auvergne-Rhône-Alpes.

## Histoire

### Ancien refuge

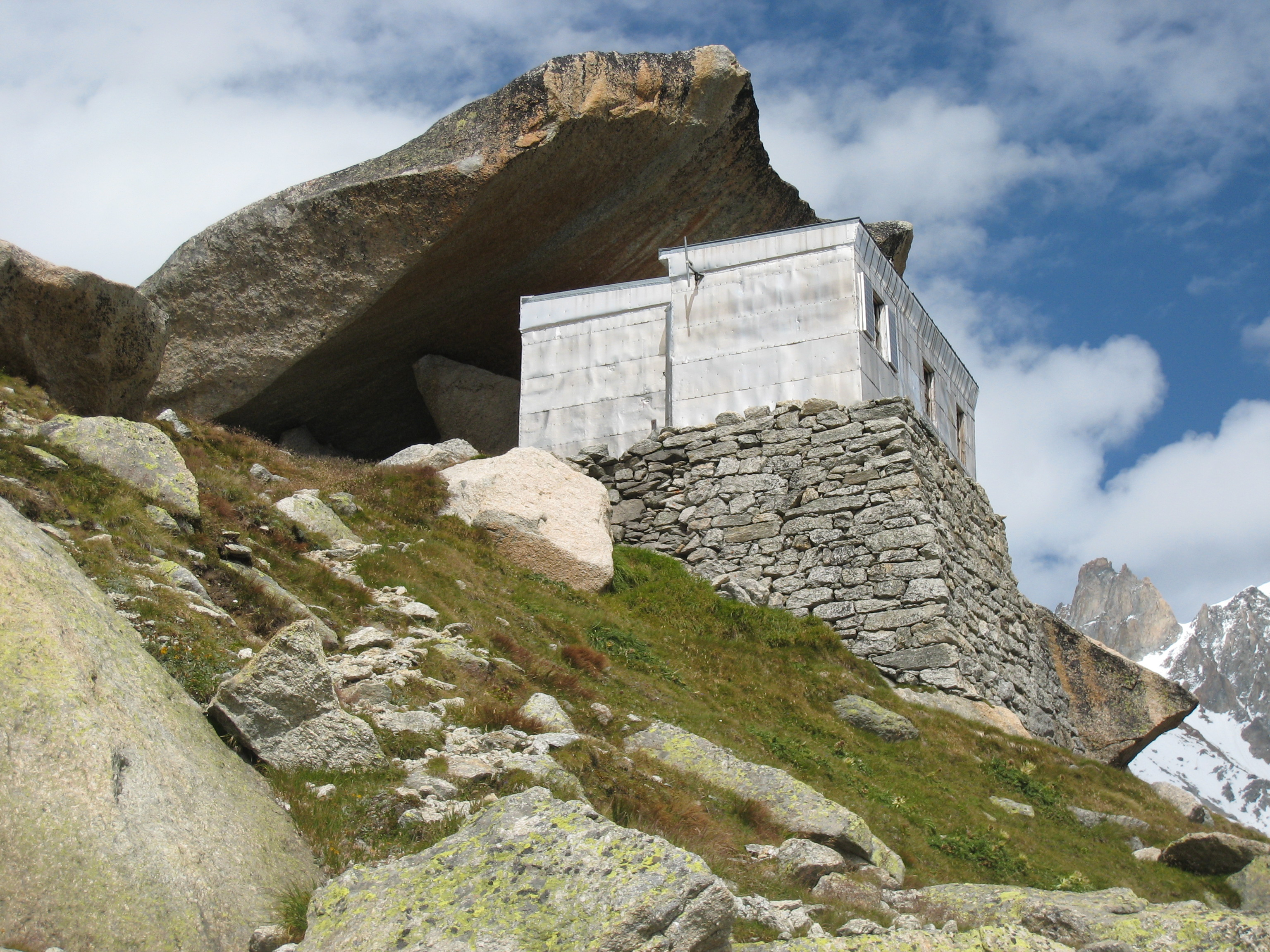
Vue de l'ancien refuge, sous le rocher du Couvercle.

Construit en 1904, au départ comme une simple cabane en bois, il est agrandi en 1911, passant de 12 à 26 places.

### Nouveau refuge
Le nouveau refuge se situe à environ 70 m de l'ancien refuge. Il a été construit à l'instigation de la section de Chamonix du Club alpin français grâce au soutien financier d'un mécène, M. Lung. Il a été inauguré le 29 août 1932. En 1952, il est agrandi et complètement réaménagé.
Le massif du Mont-Blanc est sujet à de nombreuses modifications liées aux changements climatiques, impactant la pratique de la haute montagne. Le refuge du Couvercle a donc fait l’objet d’une importante rénovation entre 2020 et 2022. Face à ces changements, la capacité d’accueil du refuge était devenue surdimensionnée. Il a donc été décidé de la diviser par deux. Au lieu des 128 couchages, celui-ci n’en abrite plus que 64 dès sa réouverture pour la saison 2022 ; un chiffre qui correspond davantage à la fréquentation actuelle et future.

## Caractéristiques et informations
Le nom du refuge vient de la pierre qui servait d'abri de bivouac et qui surplombe le toit de l'ancien refuge.

## Accès
Par le petit train du Montenvers au départ de Chamonix. Prendre pied sur la Mer de Glace. De là, deux possibilités : par le chemin des Balcons de la Mer de Glace ou pas des Égralets.

### Par les balcons de la Mer de Glace
L'itinéraire a été modifié en août 2016. Depuis les échelles du Montenvers, remonter la Mer de Glace pendant environ 1 h 30 jusqu'à dépasser la vallée de la Charpoua. Au niveau d'un gros bidon sur la moraine, repérer le carré jaune peint sur les rochers (rive droite orographique). Remonter les nombreuses et longues échelles jusqu'à retrouver le sentier des balcons de la Mer de Glace. À gauche, accès au refuge de la Charpoua. À droite, accès vers le Couvercle en continuant sur le balcon. Débouché sur un contrefort de l'aiguille du Moine sur le refuge.

### Pas des Égralets
Prendre pied sur la Mer de Glace, remonter jusqu'à la bifurcation. Longer la moraine en dessous du glacier du Talèfre puis prendre les échelles. Le sentier suit par la suite la moraine du Talèfre et conduit au refuge.

## Particularités

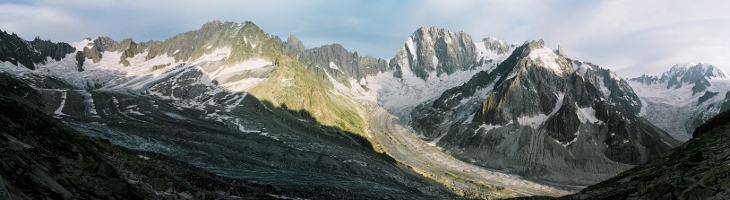
Panorama depuis le refuge du Couvercle.

Le refuge du Couvercle offre un panorama sur de nombreux sommets de plus de 4 000 mètres du massif du Mont-Blanc.